# Референдум про будівництво АЕС у Казахстані

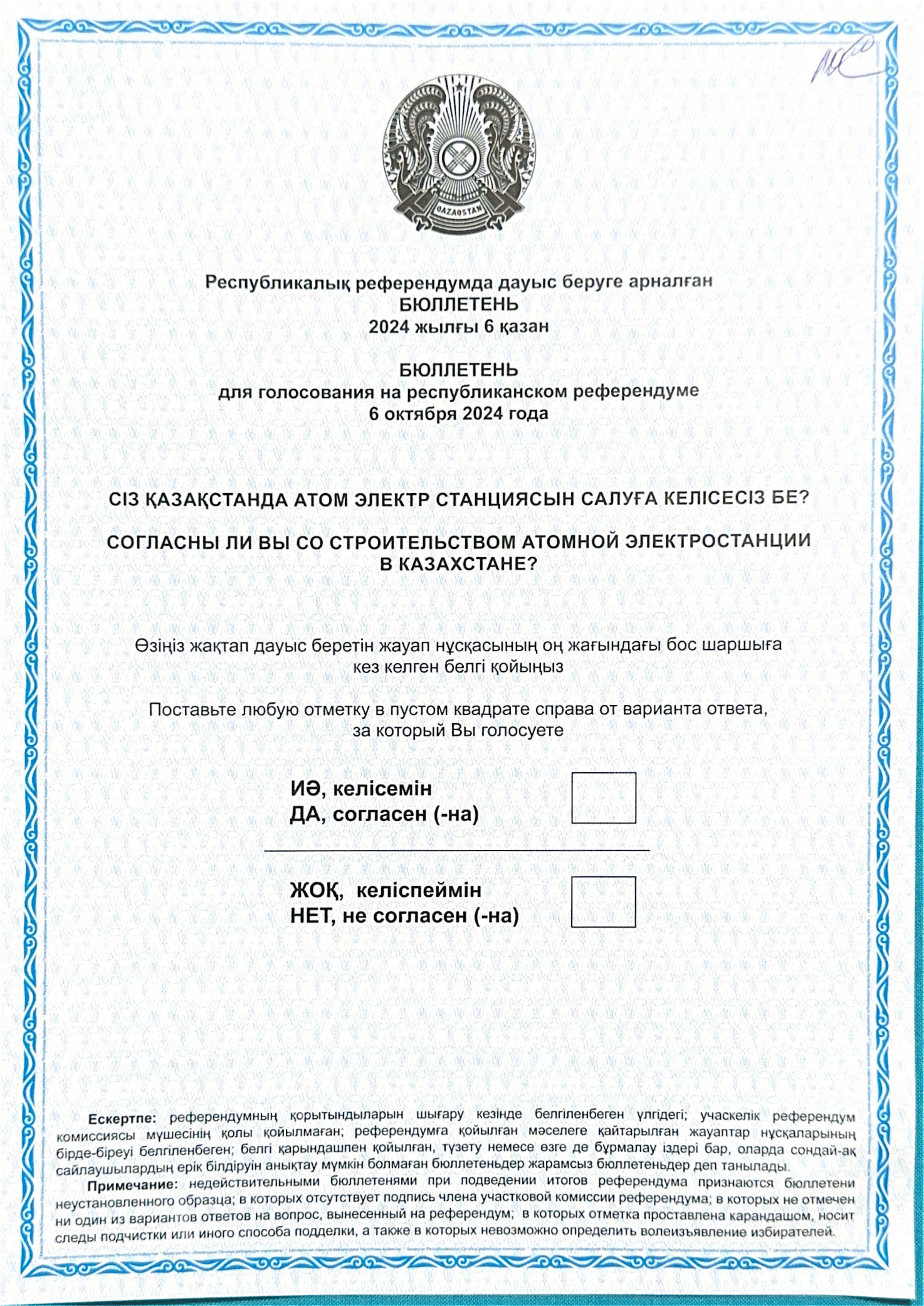
Бюлетень для референдуму у Казахстані (2024)

Референдум щодо використання атомної енергії в Казахстані відбувся 6 жовтня 2024 року. На референдумі громадянам країни пропонувалося проголосувати або за будівництво атомної електростанції, або проти будівництва.
Раніше, 1 вересня 2023 року, президент Казахстану Касим-Жомарт Токаєв вніс пропозицію винести питання про будівництво АЕС у Казахстані на загальнонаціональний референдум. Питання джерела фінансування проекту залишається відкритим. На початку лютого 2024 року Альянс підприємців «Парасат» запропонував використати для будівництва АЕС кошти з Єдиного накопичувального пенсійного фонду. 27 червня 2024 року президент Казахстану Касим-Жомарт Токаєв заявив, що референдум з приводу будівництва АЕС відбудеться восени 2024 року.
Кількість громадян, що проголосували за позитивне вирішення питання, винесеного на референдум, склало 5 мільйонів 561 тисячу 937 осіб або 71,12. %.

## Передісторія

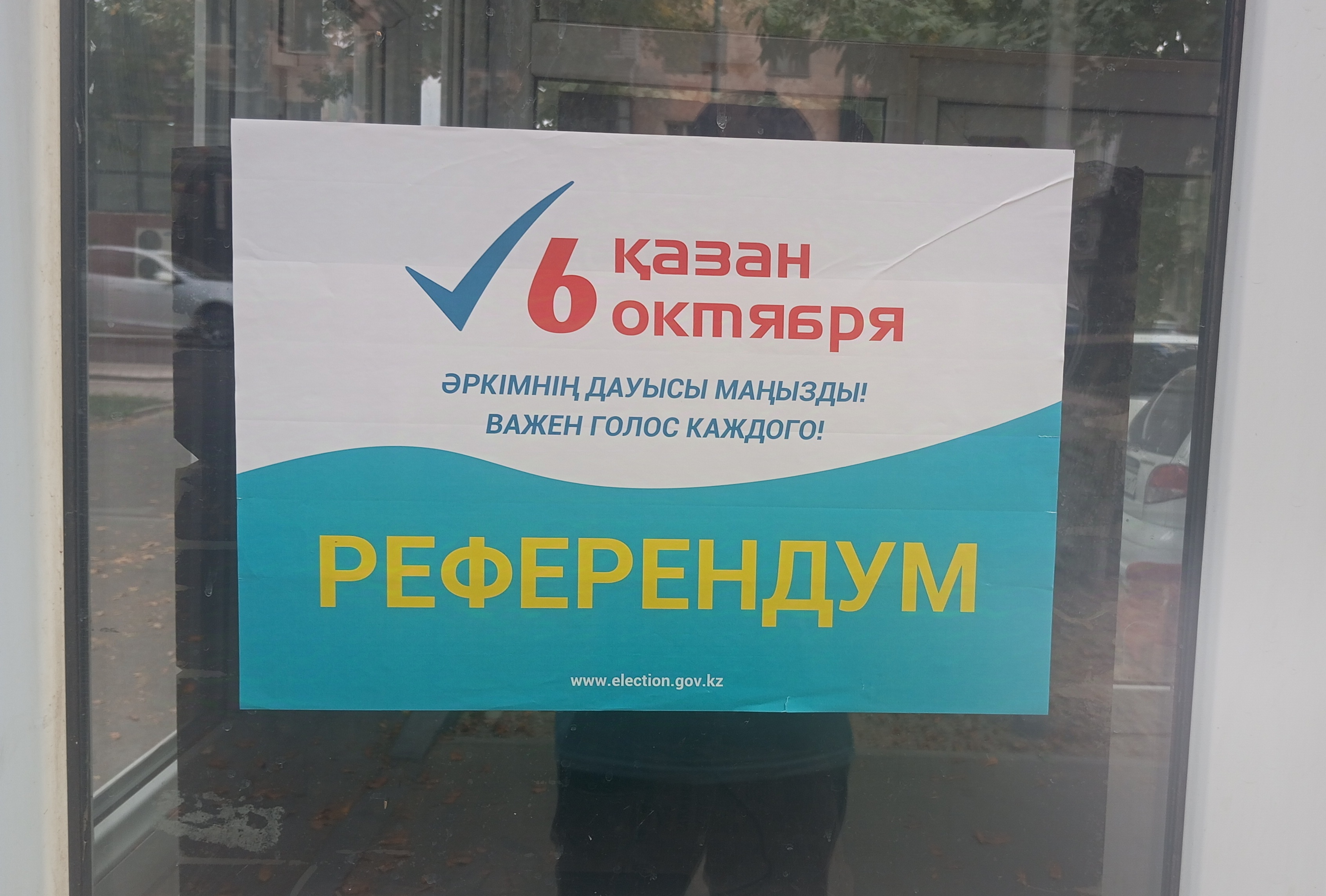
Інформаційний плакат

Президент також зазначив, що не дивлячись на суперечливість питання, розвиток атомної енергетики є вкрай важливим задля забезпечення економічного та соціального добробуту громадян Казахстану:
Будівництво атомної електростанції поки що не планується. Якщо знадобиться, то обов'язково будемо це питання обговорювати з народом. Якщо знадобиться, то проведемо референдум.
31 серпня 2023 року в посланні казахстанцям Президент Касим-Жомарт Токаєв знову порушив питання щодо необхідності будівництва АЕС та запропонував вирішити це питання за допомогою проведення загальнонаціонального референдуму:
Будівництво чи відмова від будівництва АЕС — це вкрай важливе питання, що стосується майбутнього нашої країни. Саме тому пропоную винести його на загальнонаціональний референдум. За конкретними термінами визначимося пізніше.
Питання розбудови атомної електростанції в Казахстані порушується з моменту здобуття країною незалежності. Щодо необхідності будівництва АЕС вперше публічно висловився у 1997 році колишній міністр науки Володимир Школьнік. Раніше у Казахстані вже неодноразово розглядалося питання будівництва АЕС. У двох перших випадках (1999 та 2006 роки) проєкти дійшли до стадії техніко-економічного обґрунтування, у третьому випадку, у 2014 році, — до розгляду пропозицій від постачальників. Як можливі локації для розміщення АЕС називалися місто Актау, місто Курчатів і селище Улкен на березі озеруБалхаш. У червні 2019 року Президент Республіки Казахстан Касим-Жомарт Токаєв заявив, що будівництво АЕС у Казахстані поки не планується, але якщо такі плани з'являться, то питання буде винесене на референдумі :
Ви знаєте, що існують різні думки з приводу доцільності будівництва АЕС в нашій країні. З одного боку, Казахстану як найбільшому виробнику урану у світі належить мати власну атомну генерацію. Деякі фахівці висловлюються за будівництво станцій з малими реакторами. З іншого, у багатьох громадян та низки експертів є побоювання стосовно безпеки атомних станцій.
Токаєв зазначив, що побоювання окремих громадян зрозумілі, враховуючи трагічну спадщину Семипалатинського ядерного полігону. За його думкою, потрібно продовжити громадські слухання та всебічне широке обговорення з цього питання.

## Пропоноване місце будівництва
У червні 2022 року Міністерство енергетики Казахстану повідомило, що селище Улкен обрано місцем для будівництва АЕС. Цей майданчик влада розглядає як пріоритетний, тому що він знаходиться в зоні ліній електропередач «Північ – Південь» та близько до основних споживачів у південному регіоні країни.

Експерти Міжнародного агентства з атомної енергії (МАГАТЕ) заявили, що майдан Улкен в Алматинській області готовий для будівництва атомної станції, відзначивши високий рівень компетенції та готовність Казахстану до будівництва АЕС.
"Вони готові надати повний комплекс послуг із супроводу, будівництва, підбору безпечних технологій з експлуатації та подальшої утилізації ядерних відходів. У МАГАТЕ зазначили, що загалом майдан Улкен готовий та придатний для будівництва атомної станції", - сказав Міністр енергетики Казахстану Алмасадам Саткалієв.

### Обговорення вибору місця будівництва
22 серпня 2023 року у селищі Улкен ТОВ «Казахстанські атомні електричні станції» і акімат Жамбилського району Алматинської області провели публічне обговорення, метою якого було виявлення ставлення місцевого населення щодо питання будівництва АЕС на території їхнього населеного пункту.
Мешканці села Улькен під час публічних слухань підтримали зведення АЕС у Казахстані.

На громадських слуханнях, що відбулися 22 серпня 2023 року в Улькені, більшість мешканців висловили підтримку будівництву АЕС у Казахстані.
«Ми чекаємо на будівництво АЕС вже 40 років. Нам доводилося жити без тепла та електроенергії. Мешканці села Улькен усе це бачили… У Франції збудовано безліч АЕС. А на нашій великій території до сих пір жодної немає. Нині вартість електроенергії зростає. Тому Казахстану потрібно збудувати АЕС. Ми всі підтримуємо мирний атом», — заявила селянка Галія Кобилдієва.
Місцеві жителі відзначають високу значущість АЕС для соціально-економічного розвитку своїх територій. Вони зазначають, що будівництво АЕС:
- Створить нові робочі місця, як у процесі будівництва, так під час експлуатації станції. Це призведе до зростання зайнятості населення та стимулює підвищення рівня життя.
- Стимулює розвиток супутніх галузей економіки, як-от машинобудування, будівництво, транспорт, логістика, туризм. Це, у свою чергу, збільшить податкові надходження до бюджетів різних рівнів та створить додаткові можливості для бізнесу.
- Поліпшить соціальну інфраструктуру регіону. За рахунок коштів АЕС можуть бути збудовані нові школи, лікарні, дитячі садки, дороги, спортивні об'єкти та інші об'єкти соціальної інфраструктури.

Загалом будівництво АЕС може стати каталізатором соціально-економічного розвитку регіону та підвищити якість життя його мешканців.
«АЕС нам потрібний. Якщо ми залишимося без електрики, як ми далі будемо жити? Це ще створить робочі місця, саме тому я «за» будівництво… Я вважаю, що після АЕС життя казахстанців зміниться у кращий бік. В інших країнах також люди живуть з АЕС, все нормально, і в нас теж буде все добре. У майбутньому наші діти та онуки теж працюватимуть, ми про них повинні думати», — каже одна із мешканок селища.
З такою думкою погодилися й інші мешканці села.
«Ми маємо рухатися далі, розвиватись, думати про майбутнє. Будівництво АЕС потрібне не тільки для селища Улкен, а й для Казахстану. Ми будемо готувати фахівців, ядерників», - висловився мешканець селища Болат Рахімов.
Я живу у селищі з 1986 року. Вже понад 20 років займаюся водопостачанням та водовідведенням села Улкен. Я, звісно, лише «за» будівництво АЕС… Ми маємо йти вперед, байдуже, де збудують АЕС, тут чи в іншому регіоні. Але головне, щоб атомна станція була в Казахстані. Промисловість повинна розвиватись. У нас є дефіцит електроенергії. Ми всі цього року це відчули. В Казахстану має бути майбутнє, ми маємо бути нарівні з розвиненими країнами», — заявила інша мешканка.
Акім Жамбилського району Нурлан Ертас зазначив, що 90% мешканців підтримують будівництво АЕС.
«Люди добре розуміють щодо важливості АЕС. Мешканці на кожній зустрічі питають, коли розпочнеться будівництво, і чи буде атомна станція. Мешканці відчувають дефіцит електроенергії. Тому ми маємо реалізувати цей проект. Багато експертів також підтримують будівництво, ми маємо побудувати АЕС. Це робочі місця, інвестиції, соціально-економічний добробут села», — каже акім району.
У слуханнях взяли участь місцеві жителі, журналісти, представники громадської ради області, Міністерства енергетики Казахстану, адміністрації Алматинської області, Національного ядерного центру, а також Інституту ядерної фізики та ТОО "Казахстанські атомні електричні станції".
У міністерстві пояснили, що фахівці докладно розповіли щодо впливу АЕС на навколишнє середовище, біологічну різноманітність та водні ресурси, а також про етап підготовки до будівництва АЕС, технічні аспекти, потенціал Казахстану у розвитку АЕС та перспективи розвитку регіону при зведенні даного об'єкта.
Підставою для проведення такого обговорення організатори назвали статтю 12 Закону Республіки Казахстан “Щодо використання атомної енергії”, проте не надали інформацію, яка, відповідно до цієї статті, повинна бути ухвалена до уваги при ухваленні рішення щодо будівництва ядерних установок, а саме: 1) потреб в них для вирішення господарських завдань країни та окремих її регіонів; 2) наявності необхідних умов розміщення зазначених об'єктів, відповідним вимогам законодавства Республіки Казахстан у сфері використання атомної енергії; 3) відсутності загрози безпеці зазначених об'єктів з боку розташованих поблизу цивільних та військових об'єктів; 4) вимог, встановлених екологічним законодавством Республіки Казахстан; 5) можливих соціальних та економічних наслідків розміщення зазначених об'єктів для промислового, сільськогосподарського та соціального розвитку регіону”.

### Участь громадськості у підготовці до референдуму
22 вересня 2023 року в Алмати пройшла відкрита дискусія «Референдум з АЕС у Казахстані: участь громадськості». На зустрічі були присутні як прихильники, так і противники будівництва АЕС у Казахстані. Запис дискусії знаходиться у відкритому доступі.

## Проблема дефіциту енергії у Казахстані
У Казахстані проблема дефіциту енергії й досі залишається актуальною. Будівництво атомної електростанції зможе вирішити цю проблему та посприяти розвитку регіональної інфраструктури та економіки.

Голова правління АТ "KEGOC" Набі Айтжанов на брифінгу за підсумками колегії Міненерго 5 березня повідомив, що споживання електроенергії Казахстаном за 2023 рік становило 115,06 млрд кВт та збільшилося на 1,9% порівняно з 2022 роком.
"При цьому, вироблення електроенергії залишилося на рівні 2022 року і склало 112,82 млрд кВтг. Максимум споживання минулого року  зафіксований 13 грудня і склав 16 626 МВт, це вище за максимум 2022 року на 167 МВт. Генерація при цьому склала 15 107 МВт, що нижче за показник 2022 року на 96 МВт. Таким чином, при зростанні навантаження в 2023 році спостерігається зниження генерації електричних станцій Казахстану. При показниках вживання та генерації дефіцит електричної потужності склав 1 519 МВт, що покривався позаплановими перетоками з Російської Федерації", —повідомив речник.
Він додав, що прогнозний баланс електричної потужності на 2024—2030 роки складається зі значним дефіцитом електричної потужності до 6,2 ГВт до 2030 року. Керуючий директор НВП "Атамекен", заслужений енергетик, незалежний експерт Жакип Хайрушев розповідає, що сьогодні обсяги цього дефіциту дуже значні.
"В нинішній час у нас дефіцит досягає 1,5 тисяч мегават. Якби сьогодні у нас була АЕС, то цей дефіцит був би перекритий. 1,5 тисяч - це, напевно, п'ять-шість обласних центрів, таких як місто Уральськ, як Західно-Казахстанська область. Споживання там становить нині 250-300 мегават – це пікові навантаження" - Жакип Хайрушев.
За даними Міністерства енергетики, вже до 2035 року споживання електроенергії в Казахстані досягне 152,4 мільярда кіловат/годин, тоді як станції, що діють, зможуть видати лише 135 мільярдів кіловатів/годин. При цьому багато ТЕЦ, бувши старими й зношеними, давно працюють на межі своїх можливостей. Їх ремонт та модернізація коштують мільярди бюджетних тенге. Питання суттєвого збільшення існуючої генерації вони не вирішують.
Закрити дефіцит електроенергії, що наростає, і дотриматися при цьому зобов'язань щодо вуглецевої нейтральності, які взяв на себе Казахстан, можна тільки побудувавши АЕС. У Казахстані для будівництва станції вже сьогодні є все необхідне: починаючи із запасів урану, за якими ми займаємо провідне місце у світі, закінчуючи науковою базою та фахівцями.

## Рух проти будівництва АЕС
Проти будівництва АЕС у Казахстані виступають декілька громадських груп та досить велика кількість незалежних експертів. Найбільш помітні громадянські групи, що виступають проти будівництва АЕС у Казахстані:
- Антиядерна кампанія Екофоруму Казахстану[23] ;
- Ініціатива «Небезпечний атом»[24] ;
- Рухи «Анти-АЕС»[25].

Також проти будівництва АЕС у Казахстані виступили депутат Мажилісу Парламенту РК Сергій Пономарьов, журналіст Вадим Борейко та енергетик Асет Науризбаєв.
Аргументи противників
- Недотримання Казахстаном міжнародних зобов'язань у процесі прийняття рішення про будівництво[28] ;
- Непрозорість процесу прийняття рішень, пов'язаних з будівництвом АЕС[29] ;
- Відсутність предмета обговорення - ТЕО або іншої документації щодо запланованого будівництва[18] ;
- Екологічні ризики[30] ;
- Вища вартість електроенергії, що виробляється АЕС, — у чотири рази вище, ніж ринкова вартість енергії сонцю та вітру в Казахстані[31].

## Результати соціологічних опитувань
За результатами соцопитування, проведеного в період з 22 вересня до 4 жовтня 2023 року дослідницьким центром Paperlab та бюро експрес-моніторингу громадської думки DEMOSCOPE, 46,6% респондентів підтримують будівництво АЕС у Казахстані. З них 30,8% однозначно підтримують та 15,8% — скоріше підтримують. У той час як 37,7% висловлюють протилежну думку: 25% - зовсім не підтримують ідею будівництва та 12,7% - швидше не підтримують.
Разом з одним із ключових факторів, що впливають на сприйняття будівництва АЕС, є ступінь поінформованості населення. Характерно, що 36,8% казахстанців нічого не знають і не чули про плани уряду збудувати атомну електростанцію. При цьому 34,1% добре поінформовані та 29,1% щось чули, але подробиць не знають.